# Oissel
Oissel é uma comuna francesa na região administrativa da Normandia, no departamento Seine-Maritime. Estende-se por uma área de 22,18 km². Em 2010 a comuna tinha 12 157 habitantes (densidade: 548,1 hab./km²).